# Gruča, Grebinj
Gruča (nemško Grutschen) je naselje v Občini Grebinj v Okraju Velikovec na Koroškem v Avstriji.